# Ried in der Riedmark
Ried in der Riedmark là một đô thị thuộc huyện Perg thuộc bang Oberösterreich, Áo. Đô thị Ried in der Riedmark có diện tích32,6 km², dân số thời điểm năm 2006 là 3891 người.